# 叶津川橋梁
叶津川橋梁（かのうづがわきょうりょう）は、福島県南会津郡只見町の叶津川に架かる東日本旅客鉄道（JR東日本）只見線の鉄道橋である。

## 概要
国鉄会津線（現・只見線）の会津川口駅 - 只見駅間の延伸工事に伴って1963年（昭和38年）に完成した。会津蒲生駅 - 只見駅間の阿賀野川水系只見川支流である叶津川に架かる全長372mの橋梁である（外部リンク参照）。
もともとは田子倉ダムの建設のため、1957年（昭和32年）に会津川口から只見を経てダム建設現場までを電源開発株式会社の専用鉄道として敷設したときに本橋梁は完成している。

### 平成23年7月新潟・福島豪雨の影響
2011年（平成23年）7月の新潟・福島豪雨では、叶津川が増水・氾濫しているが、本橋梁には直接影響は無かった。なお、会津川口寄りの八木沢地区辺りでは一部路盤が崩落しており、会津蒲生駅に取り残された2両編成の列車は、只見駅まで移動することができず、風雨などを避けるために近場のスノーシェッド内に移動、1年ほど保管されていたが、運用車両確保のために、後ほどトレーラ陸送で郡山総合車両センターに回送、整備されている。

## 構造
プレートガーダー桁と鉄筋コンクリート桁との混成形式であり、半径250mの曲線を描いているのが特徴である。そのため、橋梁上では30km/hの速度制限がある。
- 1 - 4連目：鉄筋コンクリートT桁
- 5連目：単線上路式プレートガーダー
- 6 - 11連目：鉄筋コンクリートT桁
- 12 - 18連目：単線上路式プレートガーダー
- 19 - 29連目：鉄筋コンクリートT桁
- 30連目：単線下路式プレートガーダー

## 周辺
- 国道252号
- 堅盤橋
- 国道289号
- 只見川
- 福島県立只見高等学校

## その他
曲線を描く本橋梁は、鉄道ファンやカメラマンの有名撮影ポイントとなっている。